# Жайме Гама
Жайме Гама, Хайме Хосе де Матос да Гама (порт. Jaime José Matos da Gam) — викладач, журналіст, португальський політик, народився 8 червня 1947 [5]. Син підполковника Хайме Феррейра да Роса да Гама (Jaime da Rosa Ferreira da Gama), кавалер військового ордена Авіс (Avis) (28 грудня 1953) і журналу військового ордена Авіс (4 липня 1973) [2;5].

## Особисті дані і професійна діяльність
Жайме Гама навчався у Національній вищій школі (Liceu Nacional Antero de Quental, em Ponta Delgada) на факультеті філософії, закінчив додатковий курс педагогічних наук, факультет мистецтв у Лісабонському університеті (Universidade de Lisboa). Він був професором закладів середньої освіти та вищої освіти, а також володів мистецтвом журналістики. Брав участь в опозиції до фашистського режиму Estado Novo (Новий державний режим) з юності, і був заарештований у 18 років у зв'язку зі статтею, опублікованою в місцевій пресі. Він був членом Соціалістичної партії в кампанії 1969 року по Парламентських виборах, на яких переміг Національний союз (партійний режим) у зв'язку з масовими фальсифікаціями. Жайме Гама був журналістом опозиційної газети Республіки Португалія в останні роки фашистського режиму. Активіст і лідер Соціалістичної партії, він неодноразово обирався до парламенту з 1975 року, виборчий округ Азорські острови, а з 1983 року по округу Лісабону. У парламенті він очолював комітет у справах Автономних Регіонів Установчих зборів (1975—1976), парламентські комітети закордонних справ (1976—1978), національної оборони (1985—1991) і європейських справ і зовнішньої політики (2002—2005). Виконував державні функції на посаді міністра внутрішніх справ (1978), міністра закордонних справ (1983—1985 і 1995—2002) і державного міністра (1999—2002). Він був президентом Національних зборів, за своєю суттю Державної ради (2005—2011). Жайме Гама одружився в Лісабоні 18 вересня 1971 р. Його син, Жуан Таборда да Гама (João Taborda da Gama), 1977 року народження, професор податкового права на юридичному факультеті Католицького університету Португалії (Catholic University of Portugal)[3], юрист, одружений [6]. Наразі Жайме Гама живе в Лісабоні разом з дружиною і сином.
Публікації про португальську зовнішню політику (1983—1985, 1995—1999, 1999—2002).

## Політична кар'єра
Жайме Гама був одним із засновників Соціалістичної партії. Він був обраний у свою партію як депутат Зборів Республіки на Азорських островах з 1975 р. і Лісабону з 1983 року. У 1-му Конституційному уряді він був міністром внутрішніх справ (1976—1978) і міністром закордонних справ у 9-му конституційному уряді (з 1983 по 1985 рік). Він повернувся в те ж міністерство, в уряд Антоніу Гутерріш (António Guterres'), з 1995 по 2002 рр. , а також був державним міністром і міністром національної оборони в 1999 році і державним міністром з 1999 по 2002 рік. Жайме Гама був президентом Ради Безпеки Організації Об'єднаних Націй в червні 1998 року. Він був головою Президії Ради Європи з 1 січня 2002 до 6 квітня 2002 року, після того як залишив пост міністра закордонних справ, коли новий уряд Жозе Мануел Баррозу вступив на посаду в Португалії. З 2005 по 2011 рр. він став новим 12-м головою Асамблеї Республіки (Assembleia da República) португальського парламенту. Як Президент Асамблеї Республіки він також є членом португальської Державної ради.

## Нагороди
19 квітня 1986 року він був нагороджений Великим хрестом ордена принца Д. Генрі (Ordem do Infante D. Henrique), 
2 червня 1987 р. — Великим хрестом Військового ордена Христа Португалії (Ordem Militar de Cristo de Portugal), 
4 жовтня 2004 — Великим хрестом ордена Свободи (Ordem da Liberdade) [6].

### Інші нагороди [7]
- Великий Хрест ордена за заслуги перед ФРН (Grã-Cruz com Estrela da Bundesverdienstkreuz Ordem do Mérito da Alemanha Ocidental) (9 травня, 1989) 
- Командор Національного ордена Почесного легіону (Comendador da Ordem Nacional da Legião de Honra)(28 січня 1991) 
- Великий хрест ордена Марокко (Ordem de Ouissam Alaoui de Marrocos) (6 лютого 1992 р.) 
- Командор із зіркою за заслуги Польщі (Comendador com Estrela da Ordem de Mérito da Polónia) (22 вересня, 1997) 
- Великий хрест Ордена за громадянські заслуги Іспанії (Grã-Cruz da Ordem do Mérito Civil de Espanha) (17 серпня 1998) 
- Кавалер національного ордена Почесного легіону (Grande-Oficial da Ordem Nacional da Legião de Honra) (29 листопада 1999) 
- Великий хрест Ордена Пошани Греції (Grã-Cruz da Ordem de Honra da Grécia) (17 березня 2000) 
- Великий хрест ордена Леопольда I Бельгії (Grã-Cruz da Ordem de Leopoldo I da Bélgica) (9 жовтня 2000 року) 
- Великий хрест Ордена за заслуги Чилі (Grã-Cruz da Ordem de Mérito do Chile) (30 вересня, 2001) 
- Великий хрест Ордена за заслуги Італії (Grã-Cruz da Ordem de Mérito de Itália) (1 квітня, 2002) 
- Перший Орден Білої зірки Естонії (Classe da Ordem da Estrela Branca da Estónia) (29 березня, 2006)
- Великий хрест Ордена Зірки Йорданії (Ordem da Estrela da Jordânia) (28 травня, 2009) 
- Великий хрест Ордена за заслуги Норвегії (25 вересня 2009 р.) 
- Великий хрест ордена Святого Григорія Великого Ватикану / Святого Престолу (Grã-Cruz da Ordem da Estrela da Jordânia) (3 вересня 2010). 
зовнішні посилання
Офіційний сайт Голови Асамблеї Республіки Португалія (Sítio Oficial do Presidente da Assembleia da República)
| Попередник : Антоніо Лопес Фігейредо (António Figueiredo Lopes)    | Міністр національної оборони XIII конституційного уряду       | Наступник: Rui Pena                                              |
| Попередник : Альберто Олівейра-і-Сільва (Alberto Oliveira e Silva) | Міністр внутрішніх справ II конституційного уряду             | Наступник: Антоніу Рібейру Гонсалвес (António Gonçalves Ribeiro) |
| Попередник : Андре Гонсалвес Перейра (André Gonçalves Pereira)     | Міністр закордонних справ IX конституційного уряду            | Наступник: Педро Пірес де Міранда (Pedro Pires de Miranda)       |
| Попередник : Жозе Мануел Дуран Баррозу (José Manuel Durão Barroso) | Міністр закордонних справ XIII і XIV конституційного уряду    | Наступник: Антоніу Мартінш да Круш (António Martins da Cruz)     |
| Попередник : Тар'я Халонен Фінляндіа (Tarja Halonen Finlândia)     | Президент Ради Європейського Союзу Січень 2000 — Жовтень 2000 | Наступник : Юбер Ведрін(Франція) (Hubert Védrine)                |
| Попередник : Precedido por Mota Amaral                             | Голова Асамблеї Республіки 2005—2011                          | Наступник : Assunção Естевес (Assunção Esteves)                  |